# Moszczona Pańska
Moszczona Pańska – wieś w Polsce położona w województwie podlaskim, w powiecie siemiatyckim, w gminie Nurzec-Stacja.

## Historia
Według Powszechnego Spisu Ludności z 1921 roku Moszczona Pańska była wsią liczącą 57 domów i zamieszkałą przez 203 osoby (109 kobiet i 94 mężczyzn). Większość mieszkańców miejscowości (w liczbie 182 osób) zadeklarowała wówczas wyznanie prawosławne, pozostali podali kolejno: wyznanie rzymskokatolickie (15 osób) oraz wyznanie mojżeszowe (6 osób). Podział religijny mieszkańców wsi odzwierciedlał ich strukturę narodowościową, gdyż większość mieszkańców podała narodowość białoruską (182 osoby), pozostali zgłosili kolejno: narodowość polską (15 osób) i narodowość żydowską (6 osób). W okresie międzywojennym miejscowość znajdowała się w powiecie bielskim.
W latach 1975–1998 miejscowość administracyjnie należała do województwa białostockiego.

## Części wsi
| SIMC    | Nazwa       | Rodzaj    |
| ------- | ----------- | --------- |
| 0037820 | Nowosiółki  | część wsi |
| 0037836 | Za Mostkiem | część wsi |

## Inne
W strukturach administracyjnych Kościoła prawosławnego wieś podlega parafii pw. św. Dymitra w Żerczycach, a wierni kościoła rzymskokatolickiego do parafii Matki Bożej Częstochowskiej w Nurcu-Stacji.